# Primetime Emmy Award per il migliore attore protagonista in una serie commedia
Il Primetime Emmy Awards per il migliore attore protagonista in una serie commedia (Primetime Emmy Award for Outstanding Lead Actor in a Comedy Series) è un premio annuale consegnato nell'ambito del Primetime Emmy Awards dal 1954 all'attore protagonista di una serie televisiva di genere commedia dell'anno in corso. Fino al 1966 il premio era assegnato indistintamente al genere della serie televisiva.

## Vincitori e candidati
I vincitori sono indicati in grassetto, a seguire gli altri candidati.

### Anni 1950
- 1954
  - Donald O'Connor - The Colgate Comedy Hour
  - Sid Caesar - Your Show of Shows
  - Wally Cox - Mister Peepers
  - Jackie Gleason - The Jackie Gleason Show
  - Jack Webb - Dragnet
- 1955
  - Danny Thomas - Make Room for Daddy
  - Richard Boone - Medic
  - Robert Cummings - My Hero
  - Jackie Gleason - The Jackie Gleason Show
  - Jack Webb - Dragnet
- 1956
  - Phil Silvers - The Phil Silvers Show
  - Robert Cummings - The Bob Cummings Show
  - Jackie Gleason - The Honeymooners
  - Robert Young - Papà ha ragione (Father Knows Best)
- 1957
  - Robert Young - Papà ha ragione (Father Knows Best)
  - James Arness - Gunsmoke
  - Charles Boyer - Four Star Playhouse
  - David Niven - Four Star Playhouse
  - Hugh O'Brian - Le leggendarie imprese di Wyatt Earp (The Life and Legend of Wyatt Earp)
- 1958
  - Robert Young - Papà ha ragione (Father Knows Best)
  - James Arness - Gunsmoke
  - Robert Cummings - The Bob Cummings Show
  - Phil Silvers - The Phil Silvers Show
  - Danny Thomas - Make Room for Daddy
- 1959
  - Raymond Burr - Perry Mason
  - James Arness - Gunsmoke
  - Richard Boone - Have Gun - Will Travel
  - James Garner - Maverick
  - Craig Stevens - Peter Gunn
  - Efrem Zimbalist Jr. - Indirizzo permanente (77 Sunset Strip)

### Anni 1960
- 1960

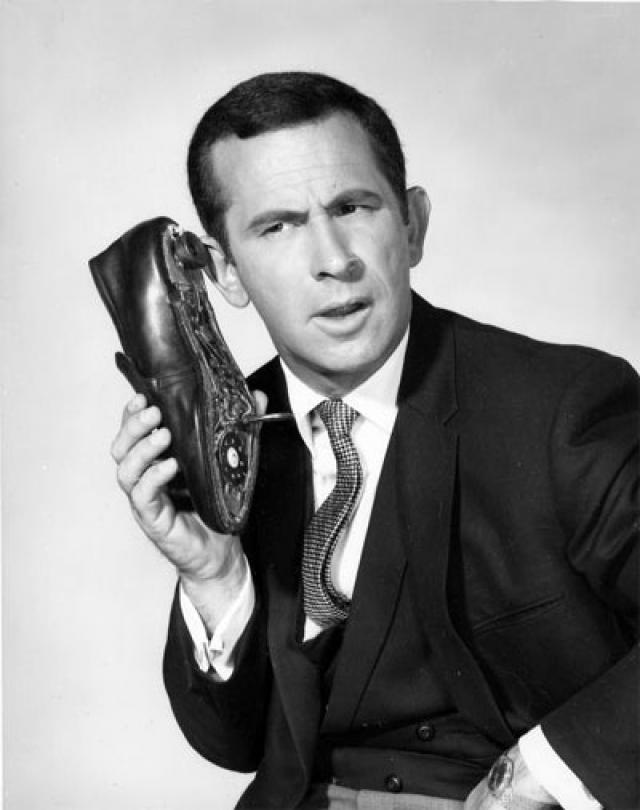
Don Adams ha vinto 3 premi in questa categoria.

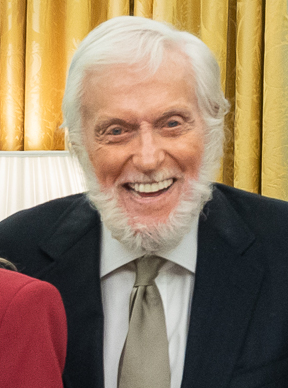
Dick Van Dyke ha vinto 3 premi in questa categoria.

  - Robert Stack - Gli intoccabili (The Untouchables)
  - Richard Boone - Have Gun - Will Travel
  - Raymond Burr - Perry Mason
- 1961
  - Raymond Burr - Perry Mason
  - Jackie Cooper - Hennesey
  - Robert Stack - Gli intoccabili (The Untouchables)
- 1962
  - E.G. Marshall - La parola alla difesa (The Defenders)
  - Paul Burke - La città in controluce (Naked City)
  - Jackie Cooper - Hennesey
  - Vince Edwards - Ben Casey
  - George Maharis - Route 66
- 1963
  - E.G. Marshall - La parola alla difesa (The Defenders)
  - Ernest Borgnine - Un equipaggio tutto matto (McHale's Navy)
  - Paul Burke - La città in controluce (Naked City)
  - Vic Morrow - Combat!
  - Dick Van Dyke - The Dick Van Dyke Show
- 1964
  - Dick Van Dyke - The Dick Van Dyke Show
  - Richard Boone - Richard Boone (The Richard Boone Show)
  - Dean Jagger - Mr. Novak
  - David Janssen - Il fuggiasco (The Fugitive)
  - George C. Scott - Assistente sociale (East Side/West Side)
- 1966
  - Dick Van Dyke - The Dick Van Dyke Show
  - Don Adams - Get Smart
  - Bob Crane - Gli eroi di Hogan (Hogan's Heroes)
- 1967
  - Don Adams - Get Smart
  - Bob Crane - Gli eroi di Hogan (Hogan's Heroes)
  - Brian Keith - Tre nipoti e un maggiordomo (Family Affair)
  - Larry Storch - I forti di Forte Coraggio (F Troop)
- 1968
  - Don Adams - Get Smart
  - Richard Benjamin - He & She
  - Sebastian Cabot - Tre nipoti e un maggiordomo (Family Affair)
  - Brian Keith - Tre nipoti e un maggiordomo (Family Affair)
  - Dick York - Vita da strega (Bewitched)
- 1969
  - Don Adams - Get Smart
  - Brian Keith - Tre nipoti e un maggiordomo (Family Affair)
  - Edward Mulhare - La signora e il fantasma (The Ghost and Mrs. Muir)
  - Lloyd Nolan - Giulia (Julia)

### Anni 1970
- 1970

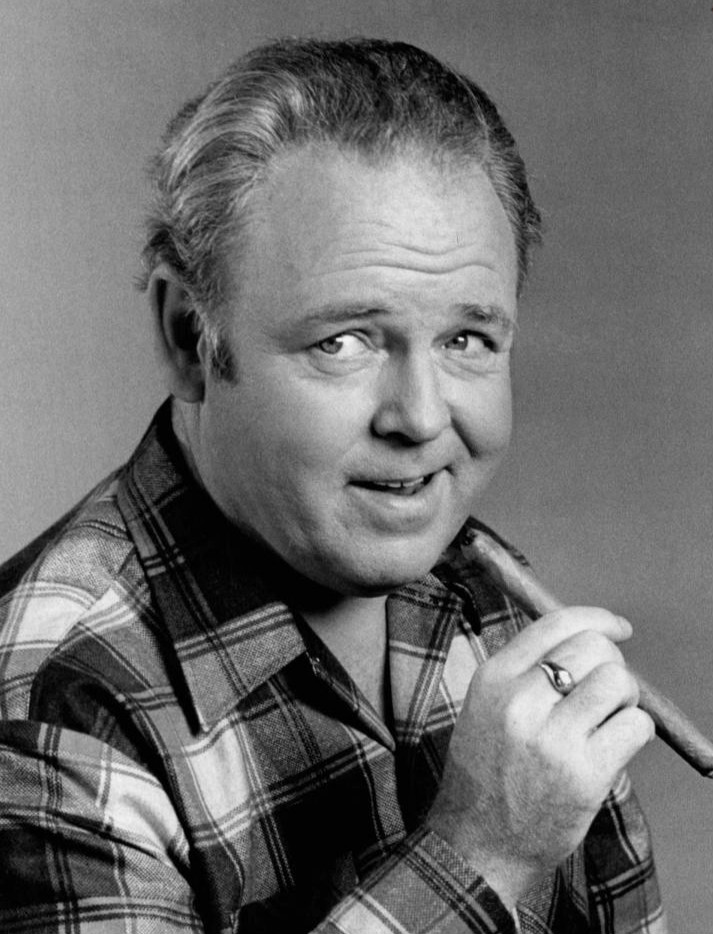
Carroll O'Connor condivide il record di vittorie con 4 premi.

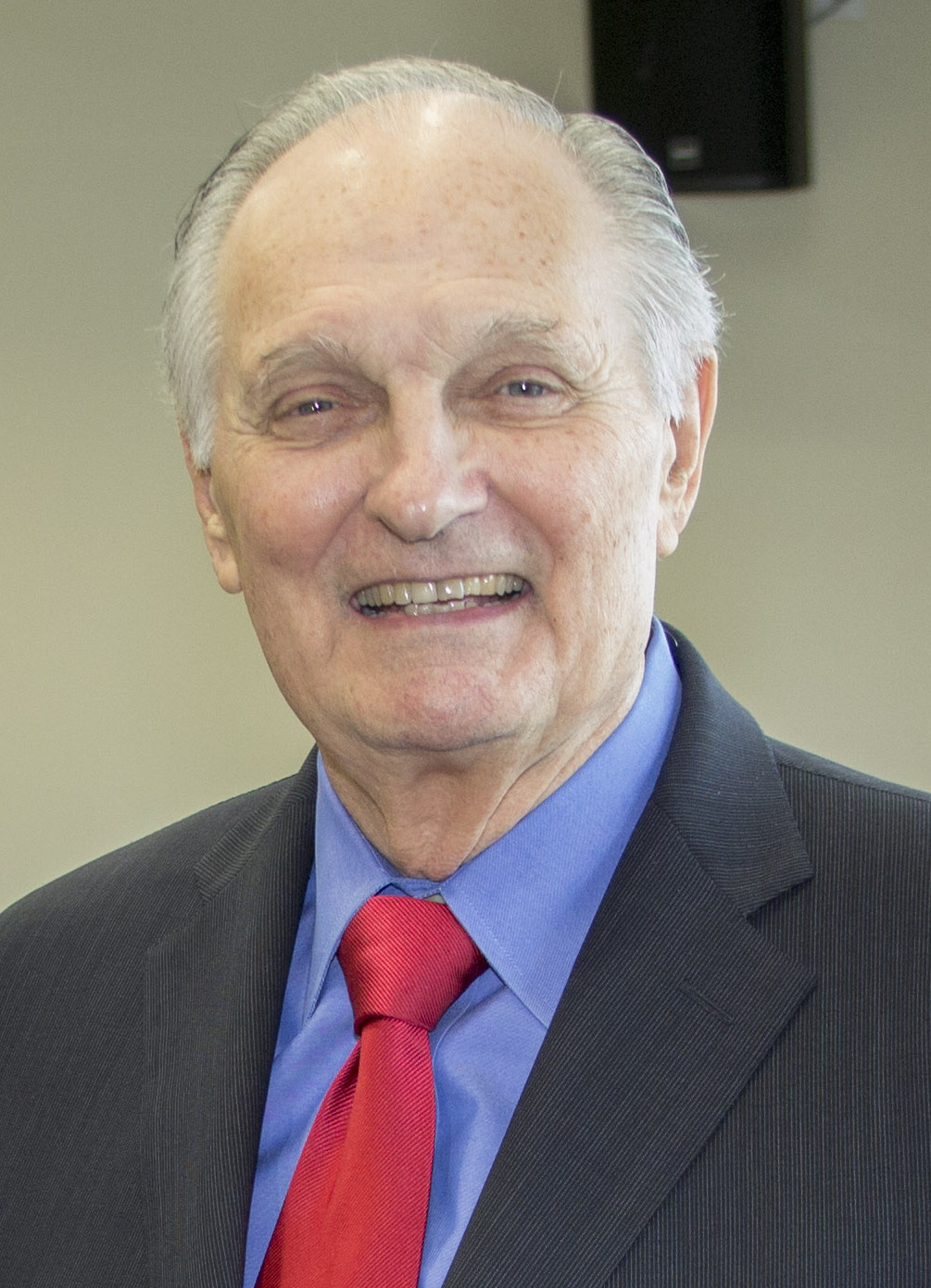
Alan Alda, vincitore nel 1974, ha ricevuto un totale di 11 candidature in questa categoria.

  - William Windom - Il fantastico mondo di Mr. Monroe (My World and Welcome to It)
  - Bill Cosby - The Bill Cosby Show
  - Lloyd Haynes - Room 222
- 1971
  - Jack Klugman - La strana coppia (The Odd Couple)
  - Ted Bessell - Quella strana ragazza (That Girl)
  - Bill Bixby - Una moglie per papà (The Courtship of Eddie's Father)
  - Carroll O'Connor - Arcibaldo (All in the Family)
  - Tony Randall - La strana coppia (The Odd Couple)
- 1972
  - Carroll O'Connor - Arcibaldo (All in the Family)
  - Redd Foxx - Sanford and Son
  - Jack Klugman - La strana coppia (The Odd Couple)
  - Tony Randall - La strana coppia (The Odd Couple)
- 1973
  - Jack Klugman - La strana coppia (The Odd Couple)
  - Alan Alda - M*A*S*H
  - Redd Foxx - Sanford and Son
  - Carroll O'Connor - Arcibaldo (All in the Family)
  - Tony Randall - La strana coppia (The Odd Couple)
- 1974
  - Alan Alda - M*A*S*H
  - Redd Foxx - Sanford and Son
  - Jack Klugman - La strana coppia (The Odd Couple)
  - Carroll O'Connor - Arcibaldo (All in the Family)
  - Tony Randall - La strana coppia (The Odd Couple)
- 1975
  - Tony Randall - La strana coppia (The Odd Couple)
  - Jack Albertson - Chico and the Man
  - Alan Alda - M*A*S*H
  - Jack Klugman - La strana coppia (The Odd Couple)
  - Carroll O'Connor - Arcibaldo (All in the Family)
- 1976
  - Jack Albertson - Chico and the Man
  - Alan Alda - M*A*S*H
  - Hal Linden - Barney Miller
  - Henry Winkler - Happy Days
- 1977
  - Carroll O'Connor - Arcibaldo (All in the Family)
  - Jack Albertson - Chico and the Man
  - Alan Alda - M*A*S*H
  - Hal Linden - Barney Miller
  - Henry Winkler - Happy Days
- 1978
  - Carroll O'Connor - Arcibaldo (All in the Family)
  - Alan Alda - M*A*S*H
  - Hal Linden - Barney Miller
  - John Ritter - Tre cuori in affitto (Three's Company)
  - Henry Winkler - Happy Days
- 1979
  - Carroll O'Connor - Arcibaldo (All in the Family)
  - Alan Alda - M*A*S*H
  - Judd Hirsch - Taxi
  - Hal Linden - Barney Miller
  - Robin Williams - Mork & Mindy

### Anni 1980
- 1980

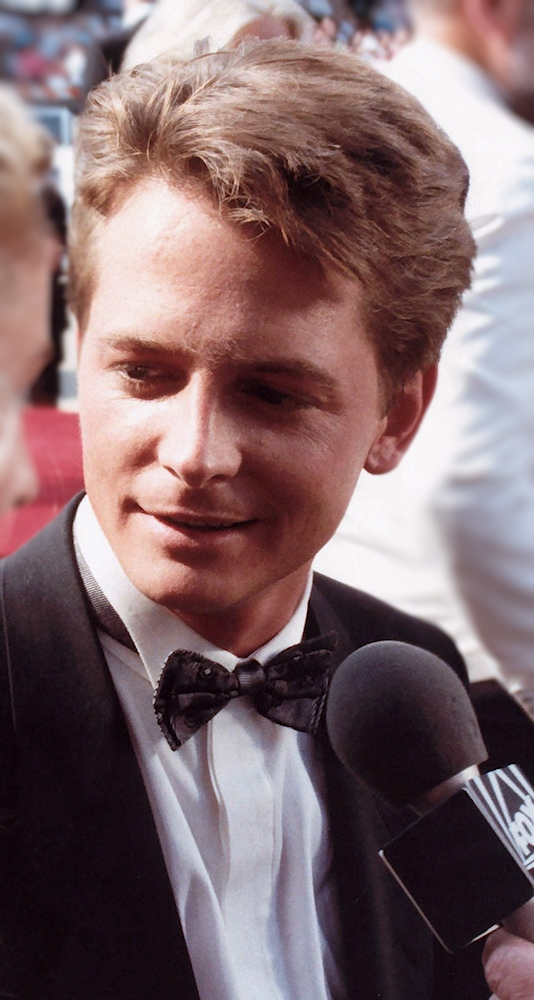
Michael J. Fox condivide il record di vittorie con 4 premi.

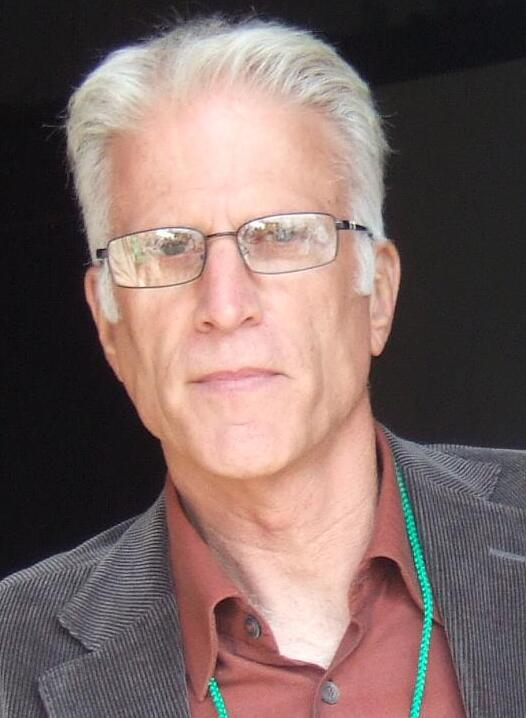
Ted Danson, vincitore nel 1990 e nel 1993, ha ricevuto un record di 14 candidature.

  - Richard Mulligan - Bolle di sapone (Soap)
  - Alan Alda - M*A*S*H
  - Robert Guillaume - Benson
  - Judd Hirsch - Taxi
  - Hal Linden - Barney Miller
- 1981
  - Judd Hirsch - Taxi
  - Alan Alda - M*A*S*H
  - Hal Linden - Barney Miller
  - Richard Mulligan - Bolle di sapone (Soap)
  - John Ritter - Tre cuori in affitto (Three's Company)
- 1982
  - Alan Alda - M*A*S*H
  - Robert Guillaume - Benson
  - Judd Hirsch - Taxi
  - Hal Linden - Barney Miller
  - Leslie Nielsen - Quelli della pallottola spuntata (Police Squad!)
- 1983
  - Judd Hirsch - Taxi
  - Alan Alda - M*A*S*H
  - Dabney Coleman - Buffalo Bill
  - Ted Danson - Cin cin (Cheers)
  - Robert Guillaume - Benson
- 1984
  - John Ritter - Tre cuori in affitto (Three's Company)
  - Dabney Coleman - Buffalo Bill
  - Ted Danson - Cin cin (Cheers)
  - Robert Guillaume - Benson
  - Sherman Hemsley - I Jefferson (The Jeffersons)
- 1985
  - Robert Guillaume - Benson
  - Harry Anderson - Giudice di notte (Night Court)
  - Ted Danson - Cin cin (Cheers)
  - Bob Newhart - Bravo Dick (Newhart)
  - Jack Warden - Crazy Like a Fox
- 1986
  - Michael J. Fox - Casa Keaton (Family Ties)
  - Harry Anderson - Giudice di notte (Night Court)
  - Ted Danson - Cin cin (Cheers))
  - Bob Newhart - Bravo Dick (Newhart)
  - Jack Warden - Crazy Like a Fox
- 1987
  - Michael J. Fox - Casa Keaton (Family Ties)
  - Harry Anderson - Giudice di notte (Night Court)
  - Ted Danson - Cin cin (Cheers)
  - Bob Newhart - Bravo Dick (Newhart)
  - Bronson Pinchot - Balki e Larry - Due perfetti americani (Perfect Strangers)
- 1988
  - Michael J. Fox - Casa Keaton (Family Ties)
  - Dabney Coleman - The Slap Maxwell Story
  - Ted Danson - Cin cin (Cheers)
  - Tim Reid - Frank's Place
  - John Ritter - Hooperman
- 1989
  - Richard Mulligan - Il cane di papà (Empty Nest)
  - Ted Danson - Cin cin (Cheers)
  - Michael J. Fox - Casa Keaton (Family Ties)
  - John Goodman - Pappa e ciccia (Roseanne)
  - Fred Savage - Blue Jeans (Wonder Years)

### Anni 1990
- 1990
  - Ted Danson - Cin cin (Cheers)
  - Craig T. Nelson - Coach

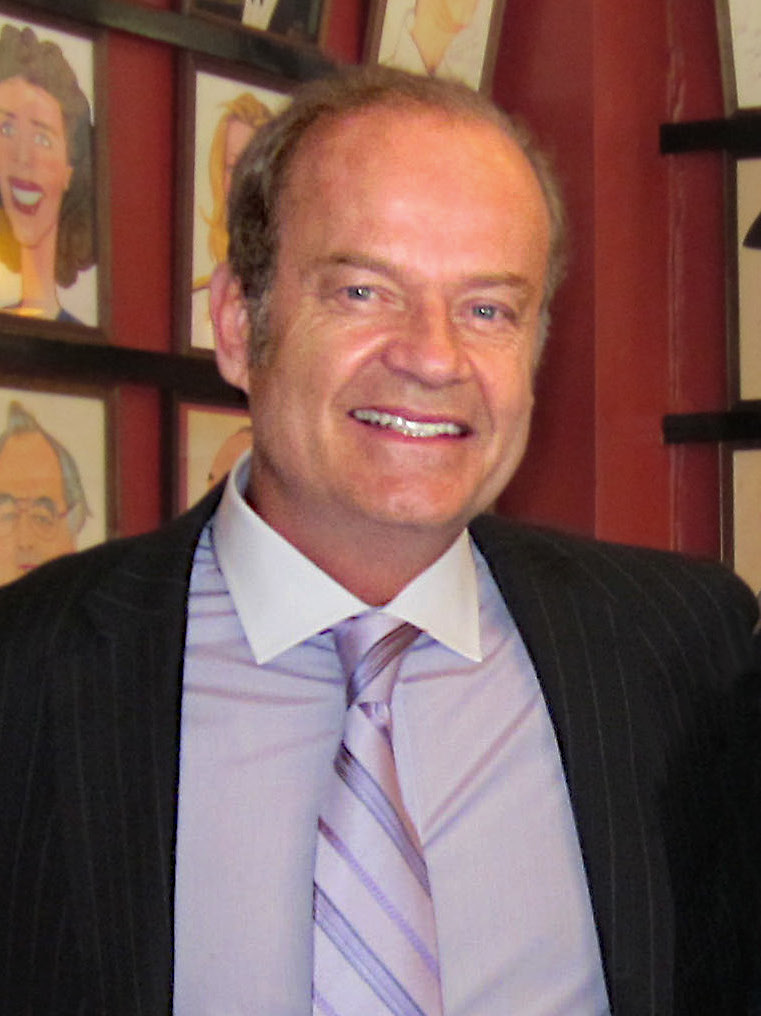
Kelsey Grammer condivide il record di vittorie con 4 premi.

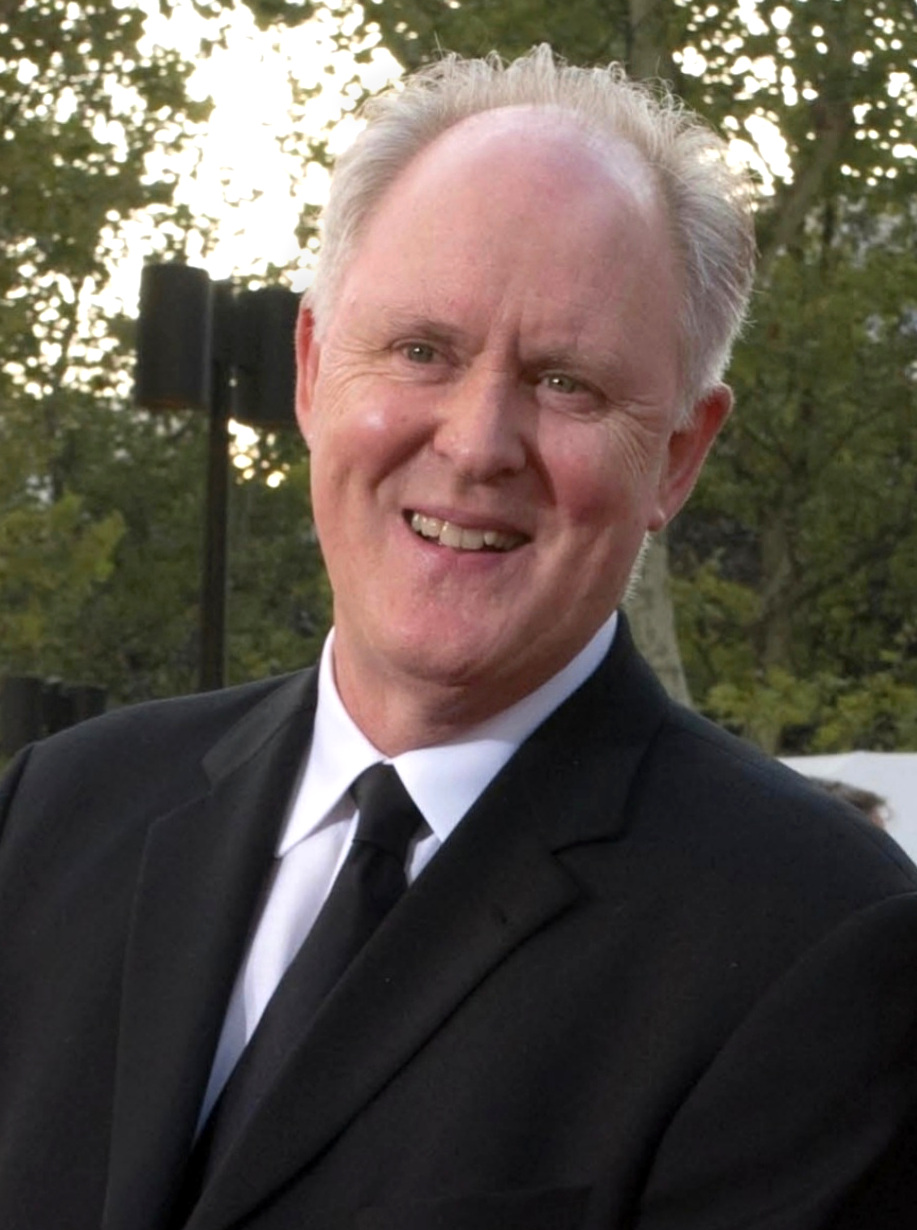
John Lithgow ha vinto 3 premi in questa categoria.

  - John Goodman - Pappa e ciccia (Roseanne)
  - Fred Savage - Blue Jeans (The Wonder Years)
  - Richard Mulligan - Il cane di papà (Empty Nest)
- 1991
  - Burt Reynolds - Evening Shade
  - Ted Danson - Cin cin (Cheers)
  - John Goodman - Pappa e ciccia (Roseanne)
  - Richard Mulligan - Il cane di papà (Empty Nest)
  - Craig T. Nelson - Coach
- 1992
  - Craig T. Nelson - Coach
  - Ted Danson - Cin cin (Cheers)
  - John Goodman - Pappa e ciccia (Roseanne)
  - Kelsey Grammer - Wings
  - Burt Reynolds - Evening Shade
  - Jerry Seinfeld - Seinfeld
- 1993
  - Ted Danson - Cin cin (Cheers)
  - Tim Allen - Quell'uragano di papà (Home Improvement)
  - John Goodman - Pappa e ciccia (Roseanne)
  - Jerry Seinfeld - Seinfeld
  - Garry Shandling - The Larry Sanders Show
- 1994
  - Kelsey Grammer - Frasier
  - John Goodman - Pappa e ciccia (Roseanne)
  - John Larroquette - The John Larroquette Show
  - Paul Reiser - Innamorati pazzi (Mad About You)
  - Jerry Seinfeld - Seinfeld
- 1995
  - Kelsey Grammer - Frasier
  - John Goodman - Pappa e ciccia (Roseanne)
  - Paul Reiser - Innamorati pazzi (Mad About You)
  - Jerry Seinfeld - Seinfeld
  - Garry Shandling - The Larry Sanders Show
- 1996
  - John Lithgow - Una famiglia del terzo tipo (3rd Rock from the Sun)
  - Kelsey Grammer - Frasier
  - Paul Reiser - Innamorati pazzi (Mad About You)
  - Jerry Seinfeld - Seinfeld
  - Garry Shandling - The Larry Sanders Show
- 1997
  - John Lithgow - Una famiglia del terzo tipo (3rd Rock from the Sun)
  - Michael J. Fox - Spin City
  - Kelsey Grammer - Frasier
  - Paul Reiser - Innamorati pazzi (Mad About You)
  - Garry Shandling - The Larry Sanders Show
- 1998
  - Kelsey Grammer - Frasier
  - Michael J. Fox - Spin City
  - John Lithgow - Una famiglia del terzo tipo (3rd Rock from the Sun)
  - Paul Reiser - Innamorati pazzi (Mad About You)
  - Garry Shandling - The Larry Sanders Show
- 1999
  - John Lithgow - Una famiglia del terzo tipo (3rd Rock from the Sun)
  - Michael J. Fox - Spin City
  - Kelsey Grammer - Frasier
  - Paul Reiser - Innamorati pazzi (Mad About You)
  - Ray Romano - Tutti amano Raymond (Everybody Loves Raymond)

### Anni 2000
- 2000
  - Michael J. Fox - Spin City
  - Kelsey Grammer - Frasier

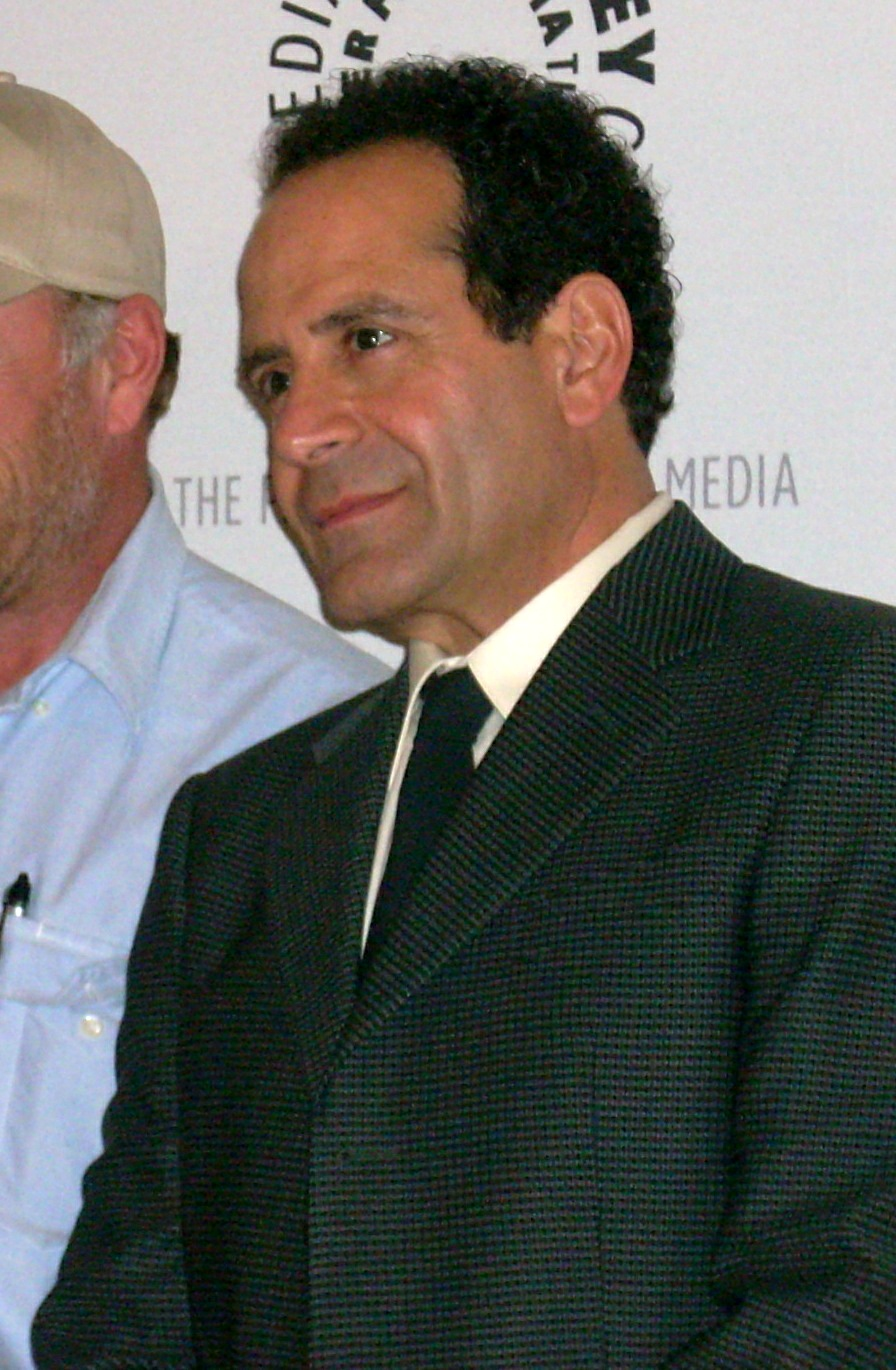
Tony Shalhoub ha vinto 3 premi in questa categoria.

  - John Lithgow - Una famiglia del terzo tipo (3rd Rock from the Sun)
  - Eric McCormack - Will & Grace
  - Ray Romano - Tutti amano Raymond (Everybody Loves Raymond)
- 2001
  - Eric McCormack - Will & Grace
  - Frankie Muniz - Malcolm (Malcolm in the Middle)
  - Kelsey Grammer - Frasier
  - John Lithgow - Una famiglia del terzo tipo (3rd Rock from the Sun)
  - Ray Romano - Tutti amano Raymond (Everybody Loves Raymond)
- 2002
  - Ray Romano - Tutti amano Raymond (Everybody Loves Raymond)
  - Kelsey Grammer - Frasier
  - Matt LeBlanc - Friends
  - Bernie Mac - The Bernie Mac Show
  - Matthew Perry - Friends
- 2003
  - Tony Shalhoub - Detective Monk (Monk)
  - Larry David - Curb Your Enthusiasm
  - Matt LeBlanc - Friends
  - Bernie Mac - The Bernie Mac Show
  - Eric McCormack - Will & Grace
  - Ray Romano - Tutti amano Raymond (Everybody Loves Raymond)
- 2004
  - Kelsey Grammer - Frasier
  - Larry David - Curb Your Enthusiasm
  - Matt LeBlanc - Friends
  - John Ritter - 8 semplici regole (8 Simple Rules)
  - Tony Shalhoub - Detective Monk (Monk)
- 2005
  - Tony Shalhoub - Detective Monk (Monk)
  - Jason Bateman - Arrested Development - Ti presento i miei (Arrested Development)
  - Zach Braff - Scrubs - Medici ai primi ferri (Scrubs)
  - Eric McCormack - Will & Grace
  - Ray Romano - Tutti amano Raymond (Everybody Loves Raymond)
- 2006
  - Tony Shalhoub - Detective Monk (Monk)
  - Steve Carell - The Office
  - Larry David - Curb Your Enthusiasm
  - Kevin James - The King of Queens
  - Charlie Sheen - Due uomini e mezzo (Two and a Half Men)
- 2007
  - Ricky Gervais - Extras
  - Alec Baldwin - 30 Rock
  - Steve Carell - The Office
  - Tony Shalhoub - Detective Monk (Monk)
  - Charlie Sheen - Due uomini e mezzo (Two and a Half Men)
- 2008
  - Alec Baldwin - 30 Rock
  - Lee Pace - Pushing Daisies
  - Steve Carell - The Office
  - Tony Shalhoub - Detective Monk (Monk)
  - Charlie Sheen - Due uomini e mezzo (Two and a Half Men)
- 2009
  - Alec Baldwin - 30 Rock
  - Steve Carell - The Office
  - Jemaine Clement - Flight of the Conchords
  - Jim Parsons - The Big Bang Theory
  - Tony Shalhoub - Detective Monk (Monk)
  - Charlie Sheen - Due uomini e mezzo (Two and a Half Men)

### Anni 2010
- 2010[1]
  - Jim Parsons - The Big Bang Theory
  - Alec Baldwin - 30 Rock
  - Steve Carell - The Office

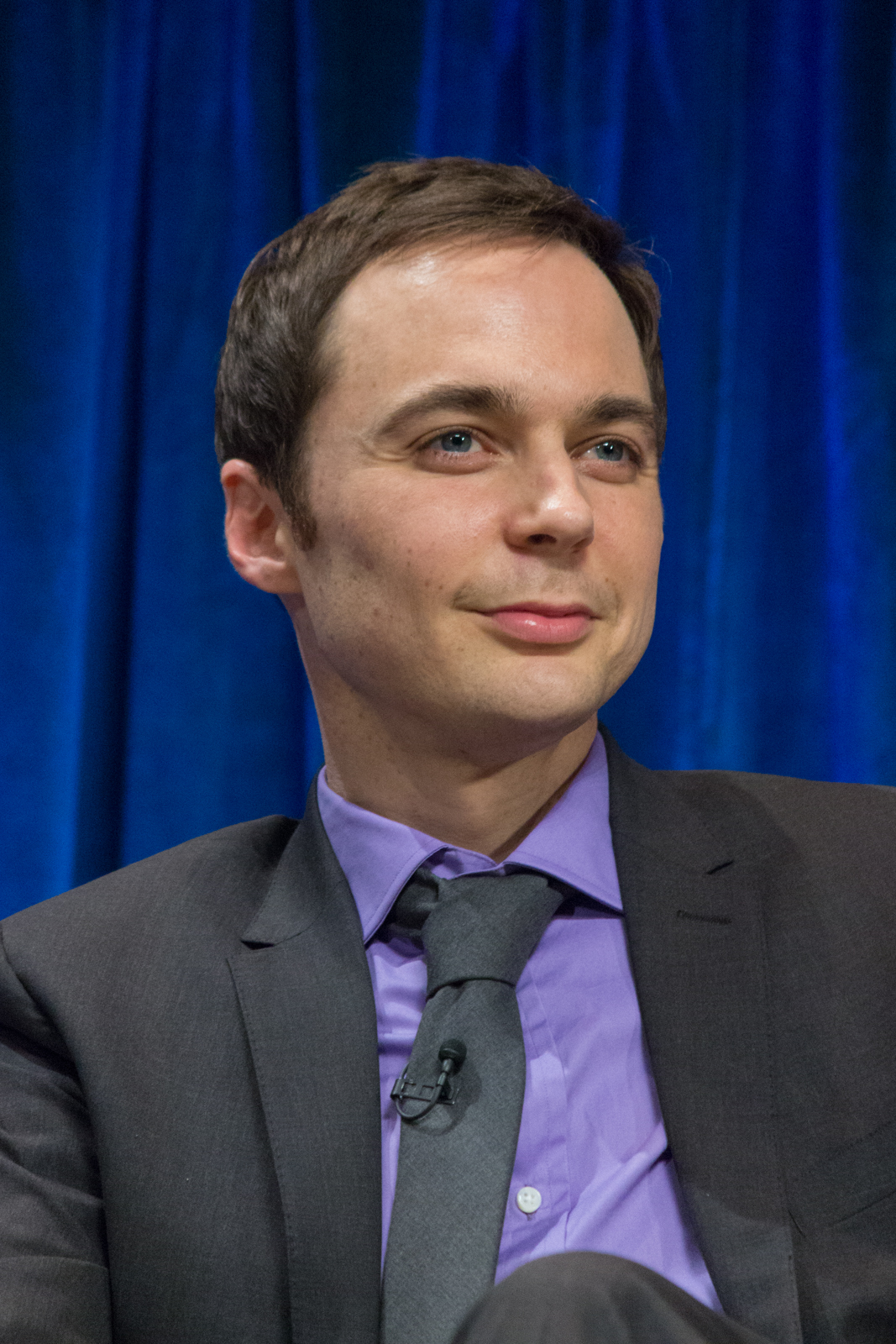
Jim Parsons condivide il record di vittorie con 4 premi.

  - Larry David - Curb Your Enthusiasm
  - Matthew Morrison - Glee
  - Tony Shalhoub - Detective Monk (Monk)
- 2011[2]
  - Jim Parsons - The Big Bang Theory
  - Alec Baldwin - 30 Rock
  - Steve Carell - The Office
  - Louis C.K. - Louie
  - Johnny Galecki - The Big Bang Theory
  - Matt LeBlanc - Episodes
- 2012[3]
  - Jon Cryer - Due uomini e mezzo (Two and a Half Men)
  - Alec Baldwin - 30 Rock
  - Louis C.K. - Louie
  - Jim Parsons - The Big Bang Theory
  - Don Cheadle - House of Lies
  - Larry David - Curb Your Enthusiasm
- 2013[4][5]
  - Jim Parsons - The Big Bang Theory
  - Alec Baldwin - 30 Rock
  - Jason Bateman - Arrested Development - Ti presento i miei (Arrested Development)
  - Louis C.K. - Louie
  - Don Cheadle - House of Lies
  - Matt LeBlanc - Episodes
- 2014[6]
  - Jim Parsons - The Big Bang Theory
  - Louis C.K. - Louie
  - Ricky Gervais - Derek
  - Matt LeBlanc - Episodes
  - Don Cheadle - House of Lies
  - William H. Macy - Shameless
- 2015[7]
  - Jeffrey Tambor - Transparent
  - Anthony Anderson - Black-ish
  - Louis C.K. - Louie
  - Don Cheadle - House of Lies
  - Will Forte - The Last Man on Earth
  - Matt LeBlanc - Episodes
  - William H. Macy - Shameless
- 2016[8]
  - Jeffrey Tambor - Transparent
  - Anthony Anderson - Black-ish
  - Aziz Ansari - Master of None
  - Will Forte - The Last Man on Earth
  - William H. Macy - Shameless
  - Thomas Middleditch - Silicon Valley
- 2017[9]
  - Donald Glover - Atlanta
  - Anthony Anderson - Black-ish
  - Aziz Ansari - Master of None
  - Zach Galifianakis - Baskets
  - William H. Macy - Shameless
  - Jeffrey Tambor - Transparent
- 2018[10]
  - Bill Hader - Barry
  - Anthony Anderson - Black-ish
  - Ted Danson - The Good Place
  - Larry David - Curb Your Enthusiasm
  - Donald Glover - Atlanta
  - William H. Macy - Shameless
- 2019[11]
  - Bill Hader - Barry
  - Anthony Anderson - Black-ish
  - Don Cheadle - Black Monday
  - Ted Danson - The Good Place
  - Michael Douglas - Il metodo Kominsky (The Kominsky Method)
  - Eugene Levy - Schitt's Creek

### Anni 2020
- 2020
  - Eugene Levy - Schitt's Creek
  - Anthony Anderson - Black-ish
  - Don Cheadle - Black Monday
  - Ted Danson - The Good Place
  - Michael Douglas - Il metodo Kominsky (The Kominsky Method)
  - Ramy Youssef - Ramy
- 2021[12]
  - Jason Sudeikis - Ted Lasso
  - Anthony Anderson - Black-ish
  - Michael Douglas - Il metodo Kominsky (The Kominsky Method)
  - William H. Macy - Shameless
  - Kenan Thompson - Kenan
- 2022[13]
  - Jason Sudeikis - Ted Lasso
  - Donald Glover - Atlanta
  - Bill Hader - Barry
  - Nicholas Hoult - The Great
  - Steve Martin - Only Murders in the Building
  - Martin Short - Only Murders in the Building
- 2023
  - Jeremy Allen White - The Bear
  - Bill Hader - Barry
  - Jason Segel - Shrinking
  - Martin Short - Only Murders in the Building
  - Jason Sudeikis - Ted Lasso

## Attori pluripremiati
| Numero di vittorie | Vincitore          | Anni                   |
| ------------------ | ------------------ | ---------------------- |
| 4                  | Michael J. Fox     | 1986, 1987, 1988, 2000 |
| 4                  | Kelsey Grammer     | 1994, 1995, 1998, 2004 |
| 4                  | Carroll O'Connor   | 1972, 1977, 1978, 1979 |
| 4                  | Jim Parsons        | 2010, 2011, 2013, 2014 |
| 3                  | Don Adams          | 1967, 1968, 1969       |
| 3                  | John Lithgow       | 1996, 1997, 1999       |
| 3                  | Tony Shalhoub      | 2003, 2005, 2006       |
| 2                  | Alan Alda          | 1974, 1982             |
| 2                  | Alec Baldwin       | 2008, 2009             |
| 2                  | Ted Danson         | 1990, 1993             |
| 2                  | Bill Hader         | 2018, 2019             |
| 2                  | Judd Hirsch        | 1981, 1983             |
| 2                  | Jack Klugman       | 1971, 1973             |
| 2                  | Richard Mulligan   | 1980, 1985             |
| 2                  | Jason Sudeikis     | 2021, 2022             |
| 2                  | Jeffrey Tambor     | 2015, 2016             |
| 2                  | Jeremy Allen White | 2023, 2024             |